# Kneipp GmbH
Das Unternehmen Kneipp GmbH (vormals Kneipp-Werke Kneipp-Mittel-Zentrale GmbH & Co. KG bzw. Kneipp-Heilmittel-Werk) ist ein Hersteller von Naturheilkundeprodukten mit Sitz in Würzburg in Bayern. Den Grundstein für das Unternehmen legte Sebastian Kneipp bereits 1891 zusammen mit den Apothekern Leonhard Oberhäußer und Robert Landauer; heute sind die Kneipp-Werke ein 100-prozentiges Tochterunternehmen der Hartmann Gruppe.

## Geschichte

Logo von Kneipp bis Mai 2020

Die Geschichte der Kneipp GmbH begann im Jahr 1891, als der bayerische Priester Sebastian Kneipp dem die Engelapotheke am Oberen Markt in Würzburg betreibenden Apotheker Leonhard Oberhäußer (1854–1937), der Kneipp über einen Schulfreund kennengelernt hatte, alle Rechte übertrug, pharmazeutische und kosmetische Produkte unter dem Namen Kneipp zu vertreiben. Mitbegründer der Kneipp-Werke („Oberhäuser & Landauer Kneipp-Haus-Centrale“) war Robert Landauer (1849–1916), der Besitzer der Einhorn-Apotheke, der jedoch bereits 1892 seine Rechte an seinen Partner Oberhäußer veräußerte. Das erste Produkt, das von Oberhäußers „Kneipp-Heilmittelwerk“ unter dem Namen Kneipp vertrieben wurde, waren die Kneipp-Pillen gegen Darmträgheit, die 1897 in Oberhäußers Engel-Apotheke verkauft wurden.
Nach dem Tod von Kneipp produzierte und vertrieb Oberhäußer weiterhin Heilprodukte. Nachdem auch Leonhard Oberhäußer verstorben war, übernahm dessen Sohn Hermann Oberhäußer die Leitung der neu firmierenden Kneipp-Mittel-Zentrale, die seit 1920 auch Apotheken belieferte.
Nach dem Zweiten Weltkrieg folgte die Trennung der Kneipp-Werke von der Engel-Apotheke und die Umbenennung in Kneipp-Heilmittel-Werk. 1958 zog das Unternehmen in ein ehemaliges Ausflugslokal im Steinbachtal in Würzburg; dort befindet sich noch heute der Hauptsitz. In den 1970er Jahren expandierte man und begann mit dem Vertrieb der Produkte in Drogeriemärkten und im Lebensmitteleinzelhandel. Auch der Neubau des Werks in Würzburg-Heidingsfeld und der Aufbau eines Tochterunternehmens in den Niederlanden erfolgte in den 1970er Jahren.
Im Jahre 1980 gründet der damalige Geschäftsführer Luitpold Leusser im bayerischen Bad Wörishofen eine Teefabrik. Nach dem Tod von Luitpold Leusser 1996 setzte die neue Geschäftsführung die Expansion der Kneipp-Werke fort und gründete Tochterunternehmen in den Vereinigten Staaten, der Schweiz und in Österreich und veranlasste den Neubau des Standortes in Ochsenfurt.
2001 übernahm die Hartmann Gruppe 80 Prozent der Unternehmensanteile; die verbliebenen 20 Prozent der Anteile wurden im April 2008 übernommen.
Im Februar 2012 gab das Unternehmen bekannt, dass der Standort Bad Wörishofen Mitte 2013 geschlossen wird.
Im März 2013 gab es eine Rechtsformänderung von Kneipp-Werke Kneipp-Mittel-Zentrale GmbH & Co KG auf Kneipp GmbH zugunsten der Marke Kneipp.

## Produkte
Kneipp stellt verschiedene Produkte aus dem Bereich Naturheilkunde her. So gehören Bademittel oder Produkte für die Körperpflege (Cremes und Salben) wie auch pflanzliche Arzneimittel und Nahrungsergänzungsmittel sowie Nahrungsmittel zum Sortiment des Unternehmens.

## Standorte
Die Kneipp GmbH produziert an zwei Standorten:
- Würzburg-Heidingsfeld: Produktion flüssiger Produkte und Logistik
- Ochsenfurt-Hohestadt: Produktion fester, halbfester und flüssiger Produkte

Der ehemalige Produktionsstandort in Bad Wörishofen für Badesalze und -tabletten wurde geschlossen.
Darüber hinaus unterhält das Unternehmen eigene Vertriebsgesellschaften für Frankreich, die Niederlande, die Schweiz und Japan sowie Vertriebskooperationen in 17 weiteren Ländern.